# Makarjev
Makarjev (rusky Макарьев) je město v Kostromské oblasti v Ruské federaci. Při sčítání lidu v roce 2010 měl přes sedm tisíc obyvatel.

## Poloha
Makarjev leží na pravém, severozápadním břehu Unži, levého přítoku Volhy. Od Kostromy, správního střediska oblasti, je vzdálen přibližně 180 kilometrů východně.
Nejbližší stanice Transsibiřské magistrály je přibližně 50 kilometrů severně v Neji.

## Dějiny
V roce 1439 si zde mnich Mararij (žil 1349–1444) zřídil poustevnu, z které se později stal klášter (od 17. století do roku 1929 se statusem lávry). U něj vzniklo kupecké sídlo Makarjevskaja (sloboda). To se v roce 1778 stalo městem pod jménem Makarjev-na-Unže (Makarjev na Unži). Od konce 19. století se mu říká krátce Makarjev.

### Rodáci
- Sergej Alexejevič Žarov (1896–1985), sbormistr